# Спогад про гранатове дерево
«Спогад про гранатове дерево» — радянський художній фільм 1984 року, знятий режисерами Шамілем Махмудбековим і Гасанагою Турабовим на кіностудії «Азербайджанфільм».

## Сюжет
За повістю Акрама Айліслі «Казка старого дерева». Дія фільму відбувається у післявоєнні роки. Школяр Садик разом із улюбленою тітонькою Медіною з великою радістю переїжджає з села до міста — він добре пам'ятає її розповідь про величезне гранатове дерево, яке росте біля її будинку. І, крім того, тітонька — це єдина людина, якій він потрібний. Однак життя тут виявилося зовсім не таким, яким малював його Садик у своїй уяві, але хлопчик полюбив це повоєнне місто на все життя.

## У ролях
- Руслан Насіров — Садик
- Шукюфа Юсупова — Медіна
- Наджиба Гусейнова — другорядна роль
- Яшар Нурі — другорядна роль
- Расім Балаєв — другорядна роль
- Натаван Мамедова — другорядна роль
- Гасан Аблуч — другорядна роль
- Ільгар Аг-яров — другорядна роль
- Гасанага Турабов — Алі
- Сусанна Меджидова — другорядна роль
- Аміна Юсіф кизи — другорядна роль

## Знімальна група
- Режисери — Шаміль Махмудбеков, Гасанага Турабов
- Сценарист — Роза Хуснутдінова
- Оператор — Заур Магеррамов
- Композитор — Тофік Кулієв
- Художник — Кяміль Наджафзаде